# 小城隕石
小城隕石（おぎいんせき）は1741年7月8日に佐賀県小城郡小城町（現在の小城市）に落下した隕石である。4個の隕石（重量6kg、4.3kg、約2kg×2）が回収された。H6コンドライト隕石（石質隕石）である。
鍋島家が保有していたが、明治になってから4.3kgの破片はイギリス公使ハリー・パークスの要請によりイギリスに渡り、ロンドン自然史博物館の所有となった。6kgの破片は戦災で失われ、2kgの破片は行方が分からなくなっている。